# Переверзев, Иван Фёдорович
Ива́н Фёдорович Переве́рзев (21 августа [3 сентября] 1914, деревня Кузьминка, Орловская губерния, Российская империя — 23 апреля 1978, Москва, СССР) — советский актёр театра и кино. Народный артист СССР (1975). Лауреат Сталинской премии первой степени (1952).

## Биография
Родился 21 августа (3 сентября) 1914 года (по другим источникам — 20 августа (2 сентября) 1914 года) в деревне Кузьминка (ныне в Знаменском районе, Орловская область) в крестьянской семье.
В 1927—1930 годах учился в Болховской семилетней школе имени К. Маркса, в 1931—1933 — в ФЗУ при 1-м Государственном подшипниковом заводе им. Л. М. Кагановича в Москве, работал на этом заводе токарем. С детства отличался отменным здоровьем и мечтал поступить в морское училище.
В 1938 году окончил Московское городское театральное училище при Театре Революции.
В 1938—1939 годах — актёр Театра Революции (ныне Московский академический театр имени Владимира Маяковского).
В 1939—1940 годах — актёр киностудии «Советская Белорусь» в Ленинграде, в марте—апреле 1940 — Ленинградского театра им. Ленсовета, в 1940—1941 и 1943—1945 — киностудии «Мосфильм», в 1941 — Одесской киностудии, в 1941—1943 — Ташкентской киностудии (ныне киностудия «Узбекфильм»).
С 1945 года — актёр Театра-студии киноактёра.
Детская мечта о море осуществилась в сыграных в кино ролях: капитан-лейтенант Найдёнов в «Морском ястребе», Никулин в картине «Иван Никулин — русский матрос». В 1952 году актёр, игравший матросов, сыграл адмирала Ушакова в дилогии режиссёра М. И. Ромма. После лент «Адмирал Ушаков» и «Корабли штурмуют бастионы» образ великого флотоводца в сознании народа стал ассоциироваться с И. Переверзевым. Даже памятники адмиралу лепили с лица актёра.
Во время войны находился в эвакуации в Ташкенте, продолжал сниматься и играл в созданном в это время М. И. Роммом театре киноактёра, где была поставлена пьеса «Без вины виноватые» А. Н. Островского.
Член КПСС с 1953 года.
Умер 23 апреля 1978 года (по другим источникам — 23 мая) в Москве на 64-м году жизни. Похоронен на Кунцевском кладбище (10 уч.).

### Личная жизнь
В первый раз женился в 1930-е годы, будучи учеником ФЗУ.
Во время съёмок в фильме «Первая перчатка» познакомился с актрисой Надеждой Чередниченко (1927—2019). 14 августа 1946 года они объявили о помолвке. В браке родился сын Сергей. В 1951 году семья распалась.
В 1957 году, во время съёмок в «Полесской легенде», сблизился с актрисой Аллой Ларионовой (1931—2000). Сам он в это время был женат на актрисе Кире Канаевой, имели общую дочь. Алла родила от актёра дочь Алёну уже в браке с Николаем Рыбниковым, отношения с дочерью Переверзев не поддерживал и её удочерил Рыбников.
В 1961 году Надежда Чередниченко вернулась к актёру, однако повторный брак продолжался всего полтора года.
После этого актёр женился снова (на этот раз родился сын) и вновь развёлся.
В 1967 году познакомился с 26-летней Ольгой Соловьёвой. 13 января 1968 года в Одессе они поженились (для Ольги это был второй брак). В этом браке у артиста родился сын Федор, который тоже стал актёром, в 1987 году сыграл одну из главных ролей в фильме «Ночной экипаж», живет в Сирии, занимается театром. Ольга Переверзева-Ригель проживает в Германии.
Имел множество романов.

## Творчество

### Театральные работы

#### Театр Революции
- «Два веронца» У. Шекспира — Валентин
- «Гамлет» У. Шекспира — Лаэрт

#### Театр-студия киноактёра
- «Без вины виноватые» А. Н. Островского
- «Бранденбургские ворота» М. А. Светлова — Коробейничев
- «Глубокие корни» А. Д’Юссо, Дж. Гоу — Брет

### Фильмография
- 1933 — Конвейер смерти — эпизод (нет в титрах)
- 1934 — Частная жизнь Петра Виноградова — инструктор физкультуры (нет в титрах)
- 1940 — Моя любовь — Гриша, инженер
- 1941 — Боевой киносборник № 8 — старший лейтенант (нет в титрах)
- 1941 — Парень из тайги — Степан Потанин
- 1941 — Волшебное зерно — Богатырь Мастер На Все Руки
- 1941 — Морской ястреб — Александр Найдёнов
- 1942 — Боевой киносборник № 11 (эпизод «Сто второй километр») — Николай, командир партизанской группы
- 1943 — Два бойца — Толстов (нет в титрах)
- 1943 — Родные берега — комбат
- 1944 — Иван Никулин — русский матрос — Иван Никулин (главная роль)
- 1945 — Это было в Донбассе — Рябинин
- 1946 — Первая перчатка — Никита Крутиков
- 1947 — Повесть о «Неистовом» — Мезенцев, командир «126-го»
- 1948 — Третий удар — Крейзер, генерал-лейтенант
- 1948 — Суд чести — Иван Иванович Петренко, учёный
- 1950 — Кавалер Золотой Звезды — Бойченко
- 1950 — Далеко от Москвы — инженер (нет в титрах)
- 1951 — Тарас Шевченко — Иван Иванович Разин, кочегар / Сигизмунд Сераковский
- 1952 — Садко — Тимофей Ларионович
- 1952 — Покорители вершин — Виктор
- 1953 — Адмирал Ушаков — Фёдор Ушаков (главная роль)
- 1953 — Корабли штурмуют бастионы — Фёдор Ушаков (главная роль)
- 1954 — Герои Шипки — Каторгин, солдат
- 1955 — Урок жизни — Сергей Ромашко
- 1956 — Тайна вечной ночи — Денисов
- 1956 — Иван Франко — митрополит
- 1957 — Далёкое и близкое — эпизод
- 1957 — Полесская легенда — Роман
- 1957 — Гори, моя звезда — Семён Васильевич, секретарь горкома
- 1957 — Конец Чирвы-Козыря — Степан Иванович Чабаненко, секретарь окружкома
- 1957 — Во власти золота — Тихон Кондратьевич Молоков, золотопромышленник
- 1957 — Как поймали Семагу — Семага, вор (главная роль)
- 1958 — Дело «пёстрых» — «Незнакомец», шпион
- 1958 — Дорогой мой человек — Козырев
- 1958 — Голубая стрела — Бельский
- 1958 — Киевлянка — Камышин
- 1959 — Небо зовёт — Корнев
- 1960 — Домой! — Степан Лежнёв
- 1960 — Мичман Панин — Григорьев
- 1961 — Битва в пути — Сергей Васильевич Бликин
- 1961 — Василий Докучаев — Василий Докучаев
- 1961 — Иду к вам — Емельянов
- 1961 — Алые паруса — Лонгрен
- 1962 — Молодо-зелено — Василий Черемных
- 1963 — Тишина — Луковский
- 1963 — Знакомьтесь, Балуев — Павел Петрович Балуев
- 1964 — Зачарованная Десна — начальник строительства
- 1964 — Одиночество — секретарь губкомпарта
- 1964 — Сокровища республики — чекист Иван Фёдорович Веретилин
- 1965 — Чёрный бизнес — Мельников, генерал
- 1965 — Ярость — ротмистр Лучицкий
- 1966 — К свету! (киноальманах) (новелла «Панталаха») — трубочист
- 1966 — Серая болезнь — Барабанщиков
- 1966 — Прощай — Державенко
- 1967 — Сильные духом — Дмитрий Медведев
- 1967 — Цыган — Иван Дмитриевич
- 1967 — Поединок в горах — полковник
- 1968 — Новые приключения неуловимых — начальник штаба Конармии (озвучивал Е. Копелян)
- 1968 — День ангела — капитан
- 1968 — Трембита — Прокоп
- 1969 — Красная рябина / Jarzębina czerwona (ПНР) — майор
- 1969 — Опасные гастроли — генерал-губернатор Одессы
- 1969 — Сердце Бонивура — Жилин, старый крестьянин
- 1969 — Только правда / Zeit zu leben (ГДР) — профессор Россов
- 1970 — Секретарь парткома — Шпак
- 1970 — Освобождение — Василий Чуйков
- 1971 — Человек в проходном дворе — Иван Фёдорович Войтин
- 1971 — Корона Российской империи, или Снова неуловимые — начальник ЧК
- 1972 — Неизвестный, которого знали все — полковник КГБ
- 1972 — Первый шторм — боцман
- 1972 — Тайник у Красных камней — тренер
- 1973 — Спелые вишни / Reife Kirschen (ГДР) — доктор Иванов
- 1974 — Приключения в городе, которого нет — Джон Сильвер
- 1974 — Фронт без флангов — отец Павел
- 1974 — Чисто английское убийство — Бриггс
- 1975 — Обретёшь в бою — Игнатий Фомич Троилин
- 1975 — Небо-земля-небо — профессор Раменский
- 1977 — Солдаты свободы — Василий Иванович Чуйков
- 1977 — Фронт за линией фронта — отец Павел
- 1978 — Люди на земле — Семён Корбут
- 1978 — Соль земли — дед Марей Добролётов

#### Озвучивание
- 1949 — Райнис
- 1971 — Невестка — Анна-ага (роль Х. Овезгеленова)

#### Архивные кадры
- 2006 — Иван Переверзев (из цикла передач телеканала ДТВ «Как уходили кумиры») (документальный)

## Звания и награды
- Заслуженный артист РСФСР (30.08.1951)
- Народный артист РСФСР (15.08.1966)
- Народный артист СССР (28.03.1975)
- Сталинская премия первой степени (1952) — за исполнение ролей С. И. Сераковского и кочегара Разина в фильме «Тарас Шевченко» (1951)
- Орден Трудового Красного Знамени (1974)
- Орден «Знак Почёта» (06.03.1950)
- Медаль «За доблестный труд в Великой Отечественной войне 1941—1945 гг.» (1946)

## Память
- Именем актёра было названо одно из судов Азовского морского пароходства.
- 24 июня 2002 года, в Москве, на доме в Большом Афанасьевском переулке, 11/13, установлена мемориальная доска актёру (скульптор Ю. Орлов).